# Inter Miami
Der Club Internacional de Fútbol Miami, kurz Inter Miami CF oder meist nur Inter Miami, ist ein Franchise der Profifußball-Liga Major League Soccer (MLS) aus Fort Lauderdale in der Metropolregion Miami im US-Bundesstaat Florida, das seit der Saison 2020 am Spielbetrieb teilnimmt. Das Franchise befindet sich im Eigentum einer Investorengruppe um den ehemaligen englischen Nationalspieler David Beckham.

## Geschichte
| Saison | Eastern Conference | Gesamttabelle | Play-offs          | U.S. Open Cup      | Leagues Cup        |
| ------ | ------------------ | ------------- | ------------------ | ------------------ | ------------------ |
| 2020   | 10/14              | 19/26         | nicht qualifiziert | nicht ausgetragen  | nicht ausgetragen  |
| 2021   | 11/14              | 20/27         | nicht qualifiziert | nicht ausgetragen  | nicht qualifiziert |
| 2022   | 06/14              | 12/28         | 1. Runde           | Achtelfinale       | nicht ausgetragen  |
| 2023   | 14/15              | 27/29         | nicht qualifiziert | Finale             | Sieger             |
| 2024   | 01/15              | 01/29         | 1. Runde           | nicht qualifiziert | 1. Runde           |

Die Eigentümergruppe bestand zunächst aus David Beckham, seinem Geschäftspartner Simon Fuller und Marcelo Claure. Im Dezember 2017 traten die Brüder Jorge und Jose Mas sowie der japanische Unternehmer Masayoshi Son der Gruppe bei. Am 29. Januar 2018 erhielt die Gruppe von der Major League Soccer den Zuschlag für das 25. Franchise der Liga, das in der Saison 2020 den MLS-Spielbetrieb aufnahm. Inter Miami wurde somit nach Miami Fusion und Tampa Bay Mutiny, die beide 2001 aufgelöst worden waren, sowie Orlando City zum vierten MLS-Franchise aus Florida.
Im August 2018 wurde Paul McDonough als Sportdirektor verpflichtet, der zuvor in ähnlicher Funktion bei den MLS-Konkurrenten Orlando City und Atlanta United tätig gewesen war. Anfang September 2018 wurde bekannt gegeben, dass das Franchise den spanischen Namen Club Internacional de Fútbol Miami, kurz Inter Miami, tragen wird. Mit dem Namen solle Miamis Status als weltoffene Stadt, die alle „Kulturen und Gemeinschaften umarmt“ sowie „Internationalität, Diversität, Kreativität und Spirit“ der Stadt gewürdigt werden. Die im Logo verwendeten Farben sind schwarz, weiß und pink.
Als erster Cheftrainer der Franchise-Geschichte wurde Diego Alonso verpflichtet. Das erste Pflichtspiel fand im Rahmen des 1. MLS-Spieltags am 1. März 2020 im Banc of California Stadium statt und wurde mit 0:1 beim Los Angeles FC verloren. Das erste Tor der Franchise-Geschichte erzielte Rodolfo Pizarro am 2. Spieltag bei der 1:2-Niederlage gegen D.C. United. Anschließend wurde die Spielzeit aufgrund der COVID-19-Pandemie unterbrochen. Der Spielbetrieb wurde Anfang Juli mit dem MLS-is-Back-Turnier im Champion Stadium, das zum Walt Disney World Resort in der Nähe von Orlando, Florida gehört, mit Geisterspielen wieder aufgenommen. Dort verlor Inter Miami alle 3 Gruppenspiele und schied nach der Gruppenphase aus. Die Ergebnisse aus der Gruppenphase wurden in die Tabellen der Conferences und die Gesamttabelle übernommen. Mit 5 Niederlagen aus den ersten 5 Spielen wurde Inter Miami zum bis dahin schlechtesten MLS-Neuling. Vor der Wiederaufnahme des regulären Spielbetriebs im August wurde der Weltmeister von 2018 Blaise Matuidi von Juventus Turin verpflichtet. Daraufhin gelang am 3. regulären Spieltag mit einem 3:2 gegen Orlando City der erste Pflichtspielsieg der Franchisegeschichte. Im September folgte die Verpflichtung von Gonzalo Higuaín ebenfalls von Juventus Turin. Inter Miami schloss seine Debütsaison in der Eastern Conference schließlich mit 24 Punkten auf dem 10. Platz (von 14) ab, was in der Gesamttabelle Platz 19 (von 26) bedeutete. Für die Eastern Conference wurde ausnahmsweise eine Play-in-Runde zu den Play-offs ausgetragen, in der Inter Miami am Siebtplatzierten Nashville SC scheiterte. Aufgrund des unbefriedigenden Abschneidens trennte sich das Franchise nach dem Saisonende vom Sportdirektor McDonough und Cheftrainer Alonso.
Zur Saison 2021 wurde Chris Henderson als neuer Sportdirektor sowie Phil Neville, mit dem Beckham von 1994 bis 2003 bei Manchester United und von 1996 bis 2007 in der englischen Nationalmannschaft zusammengespielt hatte, als neuer Cheftrainer verpflichtet. Die Mannschaft belegte in der Eastern Conference den 11. Platz, womit der Einzug in die Play-offs erneut verpasst wurde. In der Gesamttabelle bedeutete dies den 20. Platz (von 27). In der Saison 2022 folgte ein 11. Platz in der Eastern Conference, womit die Play-offs verpasst wurden.
Zum Beginn der Saison 2023 stand Inter Miami auf dem letzten Platz der Eastern Conference. Dies führte zur Trennung von Phil Neville. Nach vier Pflichtspielen unter dem Interimstrainer Javier Morales wurde Ende Juni 2023 der Argentinier Gerardo Martino als Nachfolger verpflichtet. Mitte Juli 2023 verpflichtete das Franchise den siebenmaligen Ballon-d’Or-Gewinner und amtierenden Weltmeister Lionel Messi, dessen Vertrag bei Paris Saint-Germain kurz zuvor ausgelaufen war. In den kommenden Tagen stießen noch Messis langjährige Mitspieler Jordi Alba und Sergio Busquets vom FC Barcelona zur Mannschaft. Nach Messis Ankunft musste Inter Miami zunächst den Leagues Cup, ein Turnier zwischen Teams der MLS und der mexikanischen Liga im Modus einer Weltmeisterschaft, bestreiten. Die Mannschaft beendete die Gruppenphase vor Cruz Azul und Atlanta United auf dem 1. Platz. Anschließend zog man über Orlando City, den FC Dallas, den Charlotte FC und Philadelphia Union in das Finale ein, womit man sich für den CONCACAF Champions Cup 2024 qualifizierte. Im Finale gewann Inter Miami im Elfmeterschießen gegen den Nashville SC schließlich den ersten Titel der Franchisegeschichte. Im Lamar Hunt U.S. Open Cup erreichte man ebenfalls das Finale, das jedoch gegen Houston Dynamo verloren wurde. Die MLS-Saison schloss Inter Miami auf dem vorletzten Platz ab, womit man die Play-offs verpasste.
Zur Saison 2024 verpflichtete man mit Luis Suárez einen weiteren Spieler, der mit Messi, Alba und Busquets beim FC Barcelona gespielt hatte.
Zwei Spieltage vor Ende der regulären Saison sicherte sich Inter Miami den Supporter’s Shield als bestes MLS-Team. Man schloss sowohl in der Eastern Conference als auch in der Gesamttabelle schließlich mit 8 Punkten Vorsprung vor der Columbus Crew ab. Damit qualifizierte sich Inter Miami für die FIFA-Klub-Weltmeisterschaft 2025. In den Play-offs hingegen scheiterte das Team bereits in der ersten Runde an Atlanta United. Am Saisonende trat Gerardo Martino von seinem Amt zurück. Als Nachfolger wurde sein Landsmann Javier Mascherano verpflichtet.

## Eigentümer

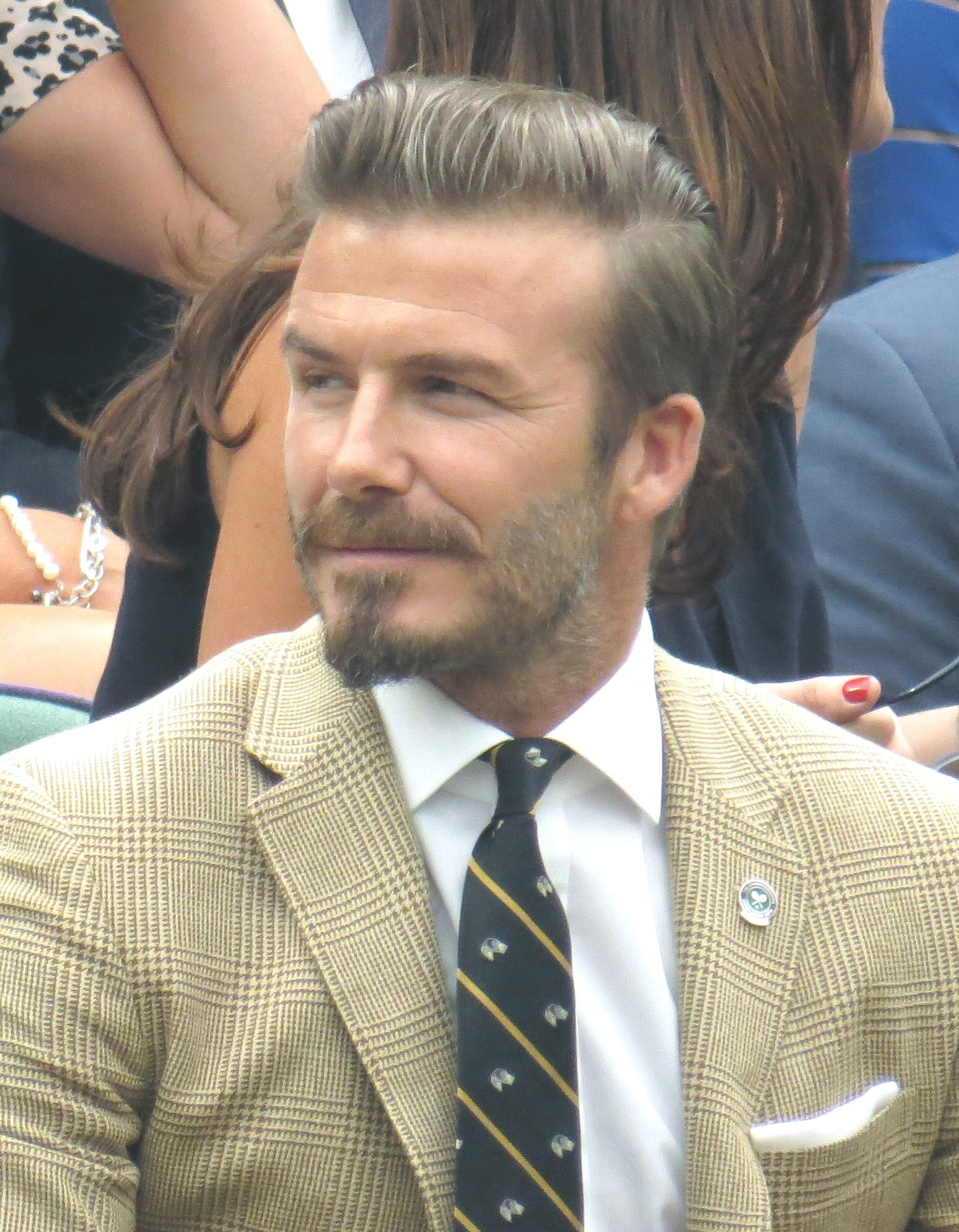
Miteigentümer David Beckham (2014)

Die Eigentümergruppe operiert als Franchisenehmer der MLS unter dem Namen Miami Freedom Park LLC. Zu ihr gehören der ehemalige englische Nationalspieler David Beckham; Marcelo Claure, ein bolivianisch-US-amerikanischer Geschäftsmann und Vorsitzender der Sprint Corporation; die Brüder Jorge und Jose Mas, Besitzer des Bauunternehmens MasTec; und Masayoshi Son, CEO des japanischen Telekommunikations- und Medienkonzerns SoftBank. Der britische Musik- und Fernsehproduzent Simon Fuller stieg im Frühjahr 2019 aus der Organisation aus.

## Stadion
Inter Miami wollte seine Heimspiele ursprünglich in den Spielzeiten 2020 und 2021 im Inter Miami Stadium (ursprünglich 18.000 Plätze) in Fort Lauderdale austragen. Zur Saison 2022 war der Umzug in den neu erbauten Miami Freedom Park in Miami, der 25.000 Zuschauer fassen soll, geplant.
Nach den zwei Jahren sollte das Inter Miami Stadium ausschließlich dem Farmteam Inter Miami II als Spielstätte dienen, das das Stadion bis dahin parallel nutzt. Da der Bau des neuen Stadions in Miami noch immer nicht begann, trägt Inter Miami auch in der Saison 2022 und 2023 die Heimspiele in Fort Lauderdale aus.
Nach der Verpflichtung von Lionel Messi im Juli 2023 wurden in den drei offenen Ecken des Stadions Zusatztribünen aufgebaut, die vorher für den Miami International Autodrome verwendet worden waren. Dadurch erhöhte sich die Kapazität um 3.000 Plätze auf insgesamt rund 21.000. Seither gibt es zudem Überlegungen, einzelne Spiele im knapp 65.000 Zuschauer fassenden Hard Rock Stadium in Miami Gardens, das Austragungsort der Fußball-Weltmeisterschaft 2026 ist, stattfinden zu lassen.
Wie der Inter Miami CF im August 2023 mitteilte, wurde Anfang des Monats mit dem Bau des 131 Acre großen Miami Freedom Park mit einem Stadion für 25.000 Zuschauer begonnen. Der Spatenstich soll später im Jahr erfolgen. Das Stadion und die ersten Einzelhandels- und Unterhaltungsangebote sollen 2025 eröffnet werden. Weitere Einzelhandels-, Hotel- und Gewerbeflächen sollen bis 2030 eröffnet werden.

## Personal

### Aktueller Kader

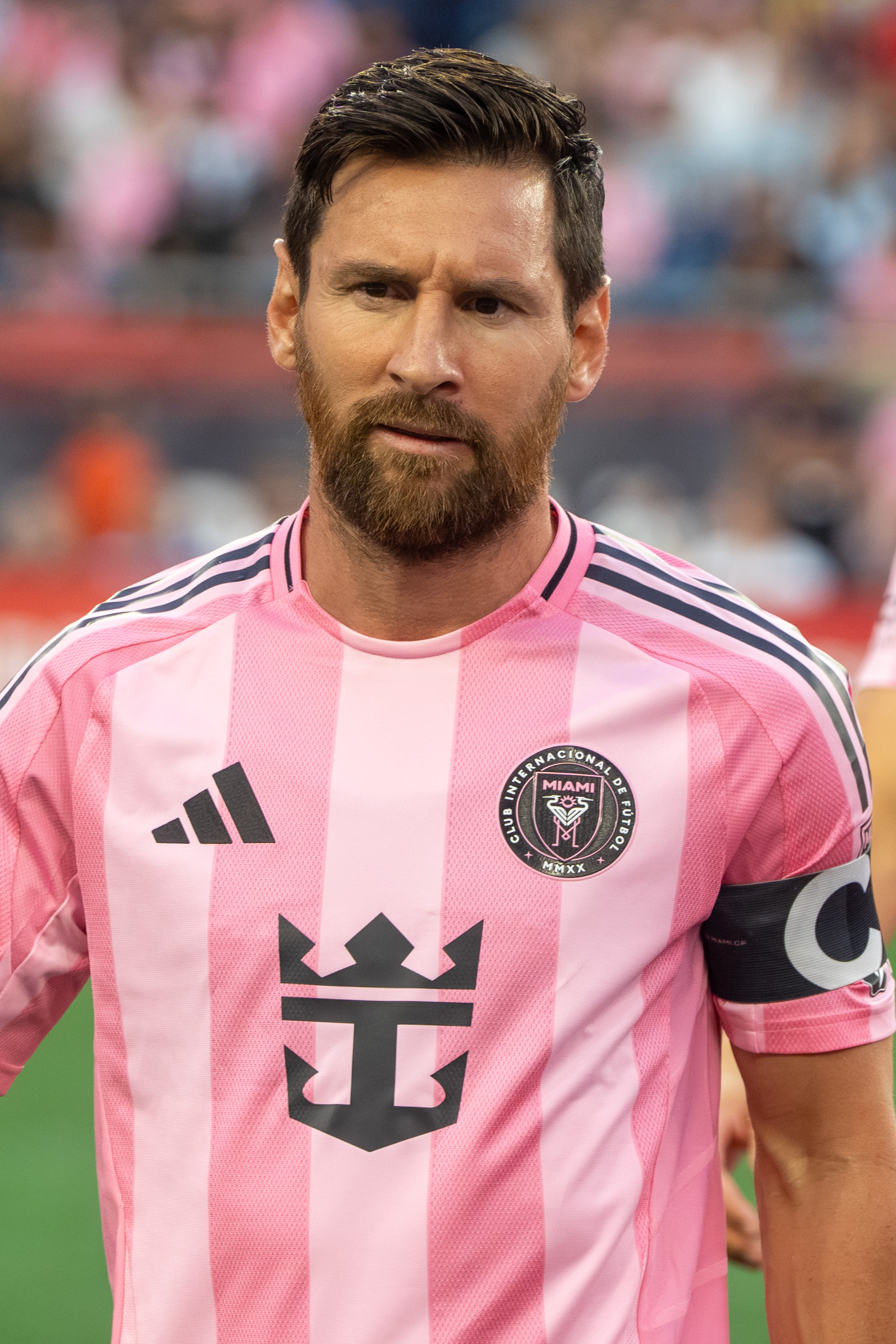
Der achtmalige Ballon-d’Or-Gewinner Lionel Messi (hier 2025) wechselte im Juli 2023 als amtierender Weltmeister zu Inter Miami

Stand: 1. Juni 2025
| Nr. |                    | Position | Name               |
| --- | ------------------ | -------- | ------------------ |
| 1   | Vereinigte Staaten | TW       | Drake Callender    |
| 2   | Argentinien        | AB       | Gonzalo Luján      |
| 5   | Spanien            | MF       | Sergio Busquets    |
| 6   | Argentinien        | AB       | Tomás Avilés       |
| 7   | Haiti              | ST       | Fafà Picault       |
| 8   | Venezuela          | MF       | Telasco Segovia    |
| 9   | Uruguay            | ST       | Luis Suárez        |
| 10  | Argentinien        | ST       | Lionel Messi ()    |
| 11  | Argentinien        | MF       | Baltasar Rodríguez |
| 14  | Paraguay           | AB       | David Martinez     |
| 15  | Vereinigte Staaten | AB       | Ryan Sailor        |
| 17  | Jamaika            | AB       | Ian Fray           |
| 18  | Spanien            | AB       | Jordi Alba         |
| 19  | Argentinien        | TW       | Oscar Ustari       |

| Nr. |                         | Position | Name               |
| --- | ----------------------- | -------- | ------------------ |
| 21  | Argentinien             | ST       | Tadeo Allende      |
| 22  | Brasilien               | ST       | Leo Afonso         |
| 26  | Vereinigte Staaten      | AB       | Tyler Hall         |
| 29  | Ecuador                 | ST       | Allen Obando       |
| 30  | Vereinigte Staaten      | MF       | Benjamin Cremaschi |
| 32  | Griechenland            | AB       | Noah Allen         |
| 34  | Argentinien             | TW       | Rocco Ríos Novo    |
| 37  | Uruguay                 | AB       | Maximiliano Falcón |
| 41  | Honduras                | MF       | David Ruiz         |
| 42  | Italien                 | MF       | Yannick Bright     |
| 55  | Argentinien             | MF       | Federico Redondo   |
| 57  | Argentinien             | AB       | Marcelo Weigandt   |
| 62  | Dominikanische Republik | AB       | Israel Boatwright  |
| 81  | Vereinigte Staaten      | MF       | Santiago Morales   |

### Bekannte Spieler
- Jordi Alba (seit 2023)
- Sergio Busquets (seit 2023)
- Kieran Gibbs (2021–2022)
- Julian Gressel (seit 2024)
- Gonzalo Higuaín (2020–2022)
- Joevin Jones (2021–2022)
- Jerome Kiesewetter (2020)
- Josef Martínez (2023)
- Blaise Matuidi (2020–2022)
- Lionel Messi (seit 2023)
- Rodolfo Pizarro (2020–2021, 2023)
- Luis Robles (2020)
- Brek Shea (2020–2022)
- Luis Suárez (seit 2024)
- DeAndre Yedlin (seit 2022)

### Cheftrainer und Sportdirektoren
| Zeitraum  | Nat.        | Name                     |
| --------- | ----------- | ------------------------ |
| 2020      | Uruguay     | Diego Alonso             |
| 2021–2023 | England     | Phil Neville             |
| 2023      | Argentinien | Javier Morales (interim) |
| 2023–2024 | Argentinien | Gerardo Martino          |
| 2025–     | Argentinien | Javier Mascherano        |

| Zeitraum  | Nat.               | Name            |
| --------- | ------------------ | --------------- |
| 2018–2020 | Vereinigte Staaten | Paul McDonough  |
| seit 2021 | Vereinigte Staaten | Chris Henderson |

## Titel

### National
- MLS Supporters’ Shield: 2024

### International
- Leagues Cup: 2023

## Jugend und Spielerentwicklung

### Inter Miami CF Academy
Die Jugendarbeit des Franchises wird in der Inter Miami CF Academy zusammengefasst. Insgesamt bestehen sechs Jugendmannschaften in unterschiedlichen Altersklassen, welche alle in den Ligen der
U.S. Soccer Development Academy spielen.

### Inter Miami II
Anfang Oktober 2019 erhielt die Inter-Miami-Eigentümergruppe den Zuschlag für ein Franchise der drittklassigen USL League One, das als Farmteam des MLS-Teams fungieren soll. Anfang Februar 2020 wurde der Name Fort Lauderdale CF veröffentlicht. Die Mannschaft trägt ihre Heimspiele im Inter Miami Stadium in Fort Lauderdale aus. Zur Saison 2022 wechselte das Team in die neugegründete MLS Next Pro und änderte den Namen in Inter Miami II.

## Namensstreit mit Inter Mailand
Der italienische Fußballclub Inter Mailand hält seit 2014 die Marke Inter für den US-amerikanischen Markt. Direkt nach der Veröffentlichung des Namens Club Internacional de Fútbol Miami, kurz Inter Miami, im September 2018 veröffentlichte Inter Mailand über Twitter eine kritische Kurznachricht mit dem Wortlaut „Inter Miami you say?“ („Inter Miami habt ihr gesagt?“) samt einem nachdenkenden Emoji. Nach einer Beschwerde erklärte das United States Patent and Trademark Office (USPTO) im Februar 2020, dass die Marke Inter ein weltweites Synonym für den italienischen Fußballclub sei und Verwechslungsgefahr bestehe. Damit folgte das USPTO nicht den Argumenten von Inter Miami und der Major League Soccer, dass auch andere Vereine diesen Namen bereits trügen (z. B. Internacional Porto Alegre, Inter Turku, Inter Leipzig oder Inter Zaprešić) und der Name Inter eine allgemeine Bezeichnung für Fußballmannschaften sei.
Anfang Januar 2021 entschied ein Gericht in Florida zugunsten von Inter Mailand. Allerdings ist noch eine weitere Instanz vorgesehen, sodass das Urteil noch nicht rechtskräftig ist.